# Joseph Absi
Youssef ou Joseph Absi (en arabe : يوسف عبسي), né le 20 juin 1946 à Damas en Syrie, est un religieux pauliste de l'Église grecque-catholique melkite, primat de cette Église depuis juin 2017 avec le titre de patriarche d'Antioche et de tout l'Orient, d'Alexandrie et de Jérusalem des Melkites.

## Biographie
Joseph Absi, natif de Damas, a grandi dans une famille de rite melkite. Il intègre la société des missionnaires de Saint Paul, (les paulistes, SMSP), pour laquelle il est ordonné prêtre le 6 mai 1973 à l'issue de ses études au grand séminaire de Harissa au Liban. Il est diplômé en philosophie à l'université libanaise et en théologie à l'Université Saint-Esprit de Kaslik où il obtient également un doctorat en sciences musicales et en hymnographie byzantine.
Il enseigne ensuite la philosophie, le grec et la musicologie dans les universités catholiques du Liban. Il est également compositeur et est notamment à l'origine d'une hymne pour la religieuse et chanteuse Marie Keyrouz.
Le 22 juin 2001, il est nommé archevêque titulaire de Tarse des Grecs-melchites (de) et évêque de la curie patriarcale. Il est consacré le 2 septembre 2001 par le patriarche Grégoire III Laham. Il est également élu, en 2001, supérieur des paulistes. En 2006, il quitte cette fonction et devient vicaire patriarcal de Damas (c'est-à-dire délégué du patriarche melkite, chargé de l'archidiocèse de Damas).
Le patriarche Grégoire III Laham remet sa démission au pape François en février 2017 sur fond de tension au sein de l’Église melkite. Cette démission est acceptée le 6 mai 2017. Le synode des évêques, réuni à Beyrouth au Liban, le 21 juin 2017, élit Joseph Absi comme Patriarche d'Antioche et de tout l'Orient, d'Alexandrie et de Jérusalem. Il prend alors le nom de Youssef. Il reçoit la communio ecclesiastica du pape François le lendemain.
Le samedi 14 avril 2018, il cosigne avec les patriarches orthodoxe et syriaque-orthodoxe Jean X d’Antioche et Ignace Ephrem II Karim une déclaration condamnant « l'agression brutale […] selon les allégations de recours aux armes chimiques par le gouvernement syrien » lors de l'attaque chimique de Douma au sujet des représailles lancées par les États-Unis, le Royaume-uni et la France.

## Décorations
- Grand maître et grand-croix dans l'Ordre patriarcal de la Sainte-Croix de Jérusalem ;
- Protecteur spirituel et grand-croix dans l'Ordre militaire et hospitalier de Saint-Lazare.